# Joanna Boisot
Joanna Boisot was een Zuid-Nederlandse benedictines van de Sint-Wivina-abdij in de Belgische deelgemeente Groot-Bijgaarden. Zij geraakte ten tijde van de contrareformatie in conflict met aartsbisschop van Mechelen Matthias Hovius (1542-1620), ook formeel abt van de abdij Affligem.

## Achtergrond
In 1572 werd de Sint-Romboutskathedraal geplunderd door Spaanse troepen onder leiding van Alva. Dit gebeurde als reactie op het openen van de Mechelse stadspoorten voor Willem van Oranje. De plundering van Mechelen staat bekend als de Spaanse Furie in deze stad. Gelovigen geraakten gescheiden in twee partijen: de katholieken en de protestanten. Daarnaast was er de zwijgende meerderheid die zich afzijdig hield en de gebeurtenissen afwachtte.
Hovius verbleef vijf jaar in ballingschap, tot in 1585, toen de hertog van Parma Mechelen heroverde en Hovius terugkeerde. Hij stond Henricus Cuyckius bij om het leeggeroofd, ontvolkt en straatarm aartsbisdom te leiden. In 1589 werd hij benoemd tot aartsbisschop, bij gebrek aan andere kandidaten.
De aartsbisschop werd al vlug geconfronteerd met een langlopend conflict met de abdij van Affligem, die sinds 1559 gehouden was om de aartsbisschop te onderhouden. Het oorlogsgeweld en het daaruit voortvloeiend gebrek aan gezag van de aartsbisschop zorgden voor weerspannige kanunniken, kloosterlingen en priesters. Het was de weerspiegeling van de verdeeldheid onder de gelovigen die na reformatorisch proselitisme het verschil niet meer zagen tussen het ware geloof en ketterij.  In de kerken zag men kippen op het altaar en men zag geestelijken die vriendinnen hadden. Abdissen van adellijke afkomst keken neer op de aartsbisschop van gewone komaf die voor hen omhooggevallen was. Hun plezierig en luxueus leven - met minnaars - opgeven was het laatste wat zij wilden. Het ideaal van het kloosterleven volgens de contrareformatie wezen ze af. Hovius zag deze nonnen liever in omsloten kloosters waar hun zielenheil geen gevaar liep.  

## Het conflict tussen non en aartsbisschop
Matthias Hovius had het moeilijk om in deze woelige tijden met gezag op te treden. Om te vermijden dat geestelijken en leken de kerk zouden afvallen was hij geduldig, indachtig zijn eigen devies patientia superta fortem of Geduld overwint de machtige(n). Het werd hem toch te machtig toen Joanna Boisot, na twintig jaar kloosterleven verklaarde dat haar kloostergeloften ongeldig waren. Ze verliet het klooster als ze de behoefte voelde om familie en vrienden te bezoeken. In 1618 excommuniceerde hij haar maar het conflict werd door Boisot verder opgepookt. Hij verkreeg wel de steun van zijn kerkvolk die pastoors die zich misdroegen aanklaagden. Zelf had hij weinig vrijheid van beweging. De oorlog was wel overgegaan in opstand met een onveilig platteland waardoor Hovius zich moest vermommen als hij zijn residentie verliet.
Van zijn kerkelijke oversten ontving hij weinig steun. Ook de landvoogd Albrecht van Oostenrijk voerde een pragmatische politiek. De familie van Joanna Boisot kreeg het voor mekaar om paus Paulus V de excommunicatie te doen annuleren.

## Bron
- Put, Eddy (Eddy F.), 1959-, Harline, Craig E., 1956- (cop. 2002). Verloren schapen, schurftige herders : de helse dagen van bisschop Mathias Hovius (1542-1620). Davidsfonds/Leuven, Leuven. ISBN 90-5826-155-7.